# Romance of a Jewess
Romance of a Jewess è un cortometraggio muto del 1908 scritto e diretto da David W. Griffith.
Il cortometraggio è uno dei primi film di soggetto ebraico. Dopo aver collaborato nel marzo 1908 come attore e sceneggiatore alla realizzazione di Old Isaac, the Pawnbroker di Wallace McCutcheon, il regista D.W. Griffith dedica ora egli stesso un proprio cortometraggio alla vita degli immigranti ebrei a New York. Molte delle scene del film furono effettivamente girate nel quartiere ebraico di New York con una cinepresa nascosta. Il film ha un cast di tutto rilievo: Florence Lawrence, George Gebhardt, e la piccola Gladys Egan. Griffith tornerà ancora a visitare un soggetto ebraico due anni dopo in A Child of the Ghetto (1910). In tutti questi cortometraggi colpisce l'approccio simpatetico e l'assenza di elementi stereotipati antisemiti.

## Trama
La madre di Ruth Simonson prima di morire dona alla giovane figlia un medaglione perché lo porti sempre con sé in suo ricordo. La giovane vive con il padre che ha un banco di pegni: la sua natura benevola e le numerose azioni di beneficenza lo hanno reso caro a tutti nel quartiere ebraico. Quando tuttavia il padre propone alla figlia un matrimonio con un ricco pretendente, Ruth rifiuta a costo di essere disconosciuta dal padre, perché il suo cuore è legato a Sol Bimberg, proprietario di una piccola libreria. Sette anni dopo la piccola famiglia, cresciuta da una bambina, vive felicemente, quando una caduta da una scala provoca la morte di Sol. Ruth, provata dalla perdita del marito e dalla miseria, si ammala e disperata è costretta a mandare la bambina al monte dei pegni con il medaglione ereditato dalla madre, per comprare qualcosa da mangiare. Il vecchio Simonson riconosce il medaglione e subito il suo cuore si impietosisce: va con la bambina alla soffitta, dove arriva giusto in tempo per riconciliarsi con la figlia prima della morte di lei. Schiacciato e affranto dal dolore, il vecchio stringe a sé la nipotina, della quale d'ora in poi si prenderà cura amorevole.

## Produzione
Prodotto dalla American Mutoscope & Biograph.

## Distribuzione
Distribuito dalla American Mutoscope & Biograph, il film - un cortometraggio di circa sedici minuti - uscì nelle sale il 23 ottobre 1908. La pellicola è stata riversata in DVD da una copia in 16 mm conservata negli archivi della Library of Congress. In un'antologia dedicata a Griffith, D.W. Griffith, Director - Volume 1 (1908-1909), il cortometraggio - insieme ad altri dieci film - è stato distribuito nel 2003 dalla Grapevine. Gli 11 film sono tutti con sottotitoli in inglese ed erano già usciti in VHS nel 1990.

### Data di uscita
Silent Era Video DVD
- USA  23 ottobre 1908
- USA  1990   VHS
- USA  2003   DVD